# Невістка (фільм)
«Невістка» — радянський художній фільм 1972 року, знятий режисером Ходжакулі Нарлієвим. Прем'єра фільму відбулася 23 грудня 1972 року.

## Сюжет
Жінка, чоловік якої загинув під час Великої вітчизняної війни, живе разом зі своїм свекром. Вона не може повернутися в свою сім'ю, адже це б означало кінець надії на те, що її чоловік може коли-небудь повернутися додому.

## У ролях
- Мая-Гозель Аймедова — Огулькейїк (дублювала Роза Макагонова)
- Ходжан Овезгеленов — Анна-ага (дублював Іван Переверзєв)
- Ходжабєрди Нарлієв — Мурад
- Хоммат Муллик — Назар (дублював Роман Хомятов)
- Айнабат Аманлієва — Бібітач (дублювала Ніна Меньшикова)
- Огулькурбан Дурдиєва — Тувак Едже (дублювала Валентина Ананьїна)
- Арслан Мурадов — Арслан (дублювала Світлана Алексєєва)
- Мерген Ніязов — Мерген, шофер (дублював Володимир Гусєв)
- Баба Аннанов — Реджеп
- Сабіра Атаєва — мати Мурада
- Назар Бекмієв — епізод
- Курбан Аннакурбанов — епізод
- С. Овезов — епізод
- Піркулі Атаєв — епізод
- Ільмурад Бекмієв — епізод

## Знімальна група
- Автори сценарію: Ходжадурди Нарлієв, Ходжакулі Нарлієв
- Режисер-постановник: Ходжакулі Нарлієв
- Оператор-постановник: Анатолій Іванов
- Художник-постановник: Аннамамед Ходжаніязов
- Композитор: Реджеп Реджепов